# Meedhuizen
53° 17′ N, 6° 55′ L
Meedhuizen é uma cidade dos Países Baixos, na província de Groninga. Meedhuizen pertence ao município de Delfzijl, e está situada a 24 km, a leste de Groningen.
Em 2001, a cidade de Meedhuizen tinha 217 habitantes. A área urbana da cidade é de 0.075 km², e tem 81 residências. 
A área de Meedhuizen, que também inclui as partes periféricas da cidade, bem como a zona rural circundante, tem uma população estimada em 420 habitantes.